# Danza hip hop
Considerata anche danza sportiva dalla  Federazione Italiana Danza sportiva (F.I.D.S.), dalla International Dance Organization (I.D.O.), e da altre federazioni di danza minori, la danza Hip Hop è una disciplina di ballo che proviene dal movimento Hip Hop e ne conserva le caratteristiche culturali ed estetiche. 
Il b-boying, più conosciuta come break dance, è considerata la tecnica originale della street dance, poiché è nata contemporaneamente alle altre discipline dell'Hip Hop (Dj'ing, Writing, Mc'ing). Le altre tecniche principali sono il locking, il popping e l'uprock, considerate equivalenti al b-boying solo da alcuni, poiché sono danze nate nello stesso periodo ma in luoghi diversi. 
Recentemente si sono sviluppati nuovi stili di danza come il New style, il Krumping e l'House, che non sono accettati da tutti come danze Hip Hop, poiché si sono sviluppati in contesti culturali differenti da quelli originali. 

## Old school
Con Old school si intende la corrente della danza Hip Hop caratterizzata da suoni funk e old school rap che si è sviluppata durante gli anni settanta e ottanta. Gli stili di danza funk, originariamente nati al di fuori della cultura Hip Hop, come il popping e il locking, con il tempo iniziarono ad essere incorporati nell'Hip Hop, tanto da essere spesso ballati insieme alla breakdance.

## New school/Boom Bap Era
A metà degli anni ottanta, la musica hip hop subì un cambiamento drastico: una nuova generazione di artisti iniziava a dominare la scena culturale. Il luogo in cui questa rivoluzione iniziò era il Latin Quarter di New York. Una delle cause principali di questa evoluzione musicale era la necessità di inventare passi e stili di danza che potessero adattarsi alle nuove sonorità del momento.
La musica cambiò: gli MC's rappavano sugli stessi Beat su cui si ballava Breaking/B-boying e Breakdance. Nacque l'Hip Hop Dance (Social Dance/Party Rock/New School) sulla base del B-boying. Gruppi e artisti come Stetsasonic, KRS-One, Ultramagnetic MC's, Eric B. & Rakim utilizzavano ritmi Funk per i loro dischi e ballerini come Peter Paul Scott, Buddha Stretch, Henry Link ed altri inventarono nuovi passi seguendo i ritmi innovativi della Golden Age e della Boom Bap Era.
Altri stili specifici di danza new school sono il Party Rock, lo Smurfin e il Freaky, che si svilupparono a New York, e il Clown Walk, il Krumping e l'1, 2 Step, nati nella città di Los Angeles.
Questi nuovi stili classificati come un unico stile di danza hanno contribuito allo sviluppo di numerose competizioni di ballerini hip hop, come ad esempio il francese Juste Debout, che appartiene alla categoria new style.

## L'Hip Hop nei centri danza
Ogni giorno molte scuole di danza offrono l'opportunità di imparare le danze hip hop, poiché le danze hip hop sono un genere molto vasto, l'insegnante ha la possibilità di dare una propria interpretazione personale alle lezioni, mescolando i generi persino andando ad avvicinarsi a quella che più propriamente viene definita danza jazz.
Le critiche a questo tipo di insegnamento sono legate soprattutto al fatto di essere troppo rigoroso e coreografico, disperdendo elementi di primaria importanza come l'improvvisazione e l'interpretazione personale. Anche per questo alcuni insegnanti preferiscono non etichettare il proprio lavoro come di genere "hip hop", specialmente se l'insegnamento prevede la combinazione con stili non originariamente correlati con l'hip hop. Tuttavia, malgrado le polemiche, l'hip hop coreografico è ancora ampiamente accettato oggi, particolarmente dai gruppi più giovani.

## Competizioni
La IDO (International Dance Organization) organizza diverse competizioni a carattere annuale e le più importanti sono la European Streetdance Championships (che nel 2006 si tenne a Espoo, Finlandia e nel 2007 a Graz, Austria) ed il World Championships che si tiene tutti gli anni a Brema, Germania.
La Hoopdreamz Enterprises, gruppo australiano che si occupa di intrattenimento, si occupa di organizzare alcune importanti manifestazioni nell'emisfero australe. Groove è l'appuntamento australiano del Urban Dance Championships, si svolge dal 2001 e recentemente la competizione si è espansa comprendendo gruppi di ballo della Nuova Zelanda, la stessa organizzazione si occupa del Battleground.
In Italia il più grande evento della cultura hip hop è l'Mc hip hop contest, competizione nata nel 1995 a Jesolo e che da sei anni si svolge a Riccione. Organizzata e promossa da Idea SRL e dal marchio Cruisin' è riuscita a portare negli anni, molti dei pionieri della danza e della musica hip hop, contribuendo in maniera importante allo sviluppo di questa cultura in Italia. Ogni anno registra presenze record con migliaia di giovani provenienti da tutta Italia e dall'Europa.